# Ernst Bruno Jönsson
Ernst Bruno Jönson (i riksdagen kallad Jönson i Långenäs), född 4 oktober 1866 i Gustavi församling, död 31 januari 1943 i Landvetters församling, var en svensk lantbrukare och politiker i Jordbrukarnas fria grupp. Han var medlem av första kammaren 1920–1921.